# Araneus reversus
Araneus reversus là một loài nhện trong họ Araneidae.
Loài này thuộc chi Araneus. Araneus reversus được Henry Roughton Hogg miêu tả năm 1914.